# Abdulah Šarčević
Abdulah Šarčević (Stari Majdan, 27. svibnja 1929. – Sarajevo, 15. studenoga 2021.) bio je bosanskohercegovački filozof i akademik ANU BiH.

## Životopis
Abdulah Šarčević rođen je u Starom Majdanu kod Sanskog Mosta. Studij filozofije završio je na Filozofskom fakultetu u Zagrebu 1952. godine. Na istom Sveučilištu 1967. godine obranio je doktorsku disertaciju pod nazivom Kriza povijesti i suvremenost – Filozofija egzistencije Karla Jaspersa.
Bio je profesor filozofije u gimnaziji u Banjoj Luci u razdoblju od 1952. do 1954. godine. U razdoblju od 1954. do 1959. godine radio je na Filozofskom fakultetu u Skoplju, a od 1959. godine predavao je na Pima Community College u Tucsonu, Arizona, SAD. Umirovljen je 2000. godine.

## Djela
Nepotpun popis:
- Slobodno djelo čovjeka kao bit istine u filozofiji, 1956.
- Otuđenje čovjeka i njegov zavičaj. Filozofija Karla Jaspersa, 1960.
- Iskon i smisao, 1971.
- Sfinga Zapada: na putovima izricanja neizrecivog, 1972.
- Kriza svijeta i istina: sudbina vremena i povijesna egzistencija, 1974.
- De homine: mišljenje i moderni mit o čovjeku, 1986.
- Utopija smisla i istina vremena, 1988.
- Iskustvo vremena, 1993.
- Filozofija u moderni, 1999.
- Odvažnost slobode, 2001.
- Istina i sloboda, 2004.
- Filozofija i vrijeme, 2009.

Objavljeni su mu Odabrani spisi u 8 svezaka, 2005. godine.

## Vanjske poveznice
- Abdulah Šarčević, penbih.ba (boš.)